# Louis De Geer (1887–1953)
Louis Carl Gérard Etienne de Geer, född den 22 december 1887 i Genève, död den 20 april 1953 i Upplands Väsby, var en svensk friherre, diplomat och hovman.
De Geer avlade juris kandidatexamen vid Uppsala universitet 1916 och genomförde tingstjänstgöring 1916–1918. Han blev attaché vid Utrikesdepartementet 1918, tillförordnad andre legationssekreterare 1919, i Rom 1920, tillförordnad förste legationssekreterare där 1921, i Bern 1922, förste legationssekreterare vid Utrikesdepartementet 1923, i disponibilitet 1928 och legationsråd i disponibilitet 1930. De Geer var introduktör för främmande sändebud 1928–1950 och blev ministre plénipotentiaire 1940. Han blev kammarherre 1927 och överceremonimästare 1950. De Geer innehade Leufsta och Stora Wäsby fideikommiss från 1925. Han blev riddare av Nordstjärneorden 1929, kommendör av andra klassen av samma orden 1934 och kommendör av första klassen 1938.
Louis De Geer var son till generalkonsul Carl De Geer och från 1916 gift med Beth Tersmeden, dotter till brukspatronen August Tersmeden. Makarna var föräldrar till Carl De Geer och svärföräldrar till Gösta Lewenhaupt.